# Michael Shabaz
Michael Shabaz (* 20. August 1987 in Fairfax, Virginia) ist ein ehemaliger US-amerikanischer Tennisspieler.

## Karriere
Shabaz war als Juniorenspieler besonders im Doppel erfolgreich. 2005 stand er mit Jesse Levine im Halbfinale der Australian Open, was ihm bei den US Open ebenfalls gelang. In Wimbledon gewann er im selben Jahr den Doppeltitel und stand im September mit Platz 33 auf seinem besten Junioren-Ranking.
2006 spielte er seine erste Saison regelmäßig auch Profiturniere und zog bei Turnieren der ITF Future Tour zweimal im Doppel ins Finale ein. Er stand im Einzel Ende des Jahres erstmals in den Top 1000 der Weltrangliste.
Von 2007 bis 2011 absolvierte Shabaz ein Studium an der University of Virginia, wo er auch College Tennis spielte. Er gewann einige Titel und wurde 2011 zum Senior Player of the Year ernannt. Während dieser Zeit spielte er nur wenige Profi-Tennisturniere. Von 2009 bis 2011 bekam er jedes Jahr eine Wildcard der Turnierverantwortlichen der US Open. 2009 mit Wayne Odesnik, 2010 mit Drew Courtney und 2011 mit Ryan Sweeting verlor er jeweils in der Auftaktrunde. Seinen einzigen anderen Auftritt auf der ATP World Tour hatte er 2010 in Washington, D.C., als er abermals in der ersten Runde des Doppels verlor. In diesem Jahr überraschte er im Einzel auf der zweitklassigen ATP Challenger Tour die Konkurrenz, als er ohne Platzierung aus der Qualifikation heraus das Finale erreichte und auf dem Weg unter anderem Kei Nishikori besiegte. Im Finale verlor er gegen Robert Kendrick.
2012 konnte der US-Amerikaner regelmäßig Turniere spielen und gewann in diesem Jahr zwei Future-Titel im Einzel sowie seine einzigen zwei Future-Titel im Doppel. Im Folgejahr kamen zwei weitere Titel dazu. In der Weltrangliste erreichte er im Einzel mit Platz 394 und im Doppel mit Rang 482 jeweils seine Karrierebestwerte. 2014 und 2015 gewann er immer weniger Matches und fiel aus den Top 1000. Nachdem er danach lange Zeit inaktiv geblieben war, spielte er 2018 nochmal Turniere und erreichte ein Future-Finale.